# Steve + Sky
Steve + Sky (2004) is een Vlaamse film van regisseur Felix Van Groeningen. Hij regisseerde niet alleen de film, maar schreef ook het script.
Het was zijn eerste langspeelfilm. Daarna volgden "Dagen Zonder Lief" en "De helaasheid der dingen".
In de hoofdrol kan je onder andere voormalig topmodel Delfine Bafort, beginnend acteur Titus De Voogdt en theateracteur Johan Heldenbergh aan het werk zien.
De film speelt zich af aan de Kortrijksesteenweg in Gent, die bekendstaat om zijn vele bordelen.
De kleine boef Steve (Titus De Voogdt) komt vrij uit de gevangenis en gaat zijn ex-celgenoot Jean-Claude (Johan Heldenbergh) bezoeken in diens bar. Daar leert hij de mooie en intrigerende Sky (Delfine Bafort) kennen en ze beginnen een passionele relatie.
Het slot van de film werd opgenomen te Menen (W-Vl)
De soundtrack van de film werd samengesteld door David en Stephen Dewaele, ook bekend onder de namen Soulwax en 2 Many DJ's. Voor de soundtrack namen ze de naam Kawazaki aan. Zo kozen ze onder andere "Dromen zijn bedrog" van Marco Borsato, de culthit "Putain Putain" van TC Matic (de groep van Arno Hintjens) en "Beats of Love" van Nacht und Nebel om de film zijn speciale sfeertje te geven.
De film won de Plateauprijs voor Beste Belgische film en Beste Soundtrack in 2004.